# Flap (танцевальный коллектив)
Тэп-студия «Flap» (англ. flap — «лёгкий удар; шлепок; хлопок») — российский танцевальный коллектив и школа-студия танцевального искусства, жанр «степ» (также известный как тэп или чечетка). Семикратные чемпионы мира и девятикратные чемпионы России по степу.

## История
Тэп-группа «Flap» была основана Вячеславом Янковским в 2003 году на базе государственной школы искусств № 1332 (сейчас школа № 2114), директором которой тогда была Мария Струве. Название коллектива произошло от наименования технического удара в степ-танце.
По состоянию на начало 2018 года в студии около 100 воспитанников.
Участники многочисленных правительственных концертов и телевизионных проектов «Минута славы», «Смех с доставкой на дом», «Главный новогодний концерт» на Первом, фестивалей «Усадьба Jazz» (2008), «Факел», «Танцуют Все!», «Славянский базар» (2009), «Максидром» (2012), «Нашествие» (2012).[значимость факта?]

## Награды
- 2018[2], 2016[3], 2015[4], 2012[5], 2011[6], 2008[7], 2007 — чемпионы мира по степу.
- 2015 — победители фестиваля «Кремлёвские звезды» в трех номинациях
- 2025, 2014, 2013, 2012, 2011, 2010, 2009, 2008, 2007, 2006 — чемпионы России по степу.
- 2014 — победители Фестиваля-конкурса «Звезды степа» в семи номинациях, серебряные призеры в двух номинациях. Обладатели гран-при фестиваля
- 2013, 2007 — серебряные призеры Чемпионата Европы по степу.
- 2013 — обладатели премии «Мечта», учрежденной редакцией журнала «Балет»[8].
- 2012 — победители Кубка Мира по степу в двух номинациях.
- 2012, 2011 — победители Кубка «Спартака» в трех номинациях.
- 2011[9], 2010 — серебряные призеры Чемпионата мира в двух номинациях.
- 2011[10], 2006 — бронзовые призеры Чемпионата мира по степу.
- 2011, 2008 — обладатели награды «Золотая Набойка».
- 2010 — победители Кубка «Спартака» 2010 года в шести номинациях[11].
- 2006 — победители Гран-при Москвы «Таланты».

## Преподаватели
- Вячеслав Янковский
- Анна Жолобова
- Сергей Иванов